# Илокос (регион)
Илокос (регион I, англ. Ilocos) — один из 17 регионов Филиппин. Состоит из четырёх провинций, располагается на северо-западе Филиппин.
Административный центр региона — город Сан-Фернандо.

## Провинции региона
|  | Провинции       | Административный центр | Население (2010) | Площадь (км²) | Плотность (на км²) |
|  | --------------- | ---------------------- | ---------------- | ------------- | ------------------ |
|  | Ла-Унион        | Сан-Фернандо           | 741 906          | 1 493,1       | 496,89             |
|  | Пангасинан      | Лингаен                | 2 779 862        | 5 368,2       | 517,84             |
|  | Северный Илокос | Лаоаг                  | 568 017          | 3 399,3       | 167,10             |
|  | Южный Илокос    | Виган                  | 658 587          | 2 579,6       | 255,31             |

## Достопримечательности
- Национальный парк «Сто островов»